# Федоренко, Фёдор Трофимович
Федоренко Федор Трофимович (7 февраля 1914 года, город Зеньков Полтавской губернии — 20 декабря 2013) — Герой Социалистического Труда (1972), новатор сельскохозяйственного производства.
В 1932—1941 годах — тракторист, шофер завода им. Фрунзе в городе Константиновка Донецкой области. Участник Великой Отечественной войны. В 1946—1959 годах — бригадир подсобного хозяйства того же завода. В 1959—1974 годах — заведующий огородной участка, бригадир овощеводов совхоза «Берестовой» им. 50-летия Великого Октября Константиновского района Донецкой области. Длительное время был единственным Героем Социалистического Труда в Константиновке.

## Награды
- Ордена Ленина (1958, 1972),
- Орден Красной Звезды,
- Орден «Знак Почёта»,
- Орден «Трудового Красного Знамени»,
- Медаль «За отвагу»,
- Медаль «За оборону Москвы»,
- Медаль «За взятие Кенигсберга»,
- Государственная премия УССР (1975).